# Alfred Thewanger
Alfred Thewanger (* 31. Juli 1936 in Bruck an der Mur; † 8. Juli 1996 in Linz) war ein österreichischer Jurist und Politiker.

## Leben
Als Sohn eines Industriejuristen und Direktors der VÖEST geboren, studierte Thewanger Rechtswissenschaften in Graz und Wien. Während seines Studiums wurde er 1956 Mitglied der Burschenschaft Marcho-Teutonia Graz. Er wurde zum Dr. iur. promoviert. Nach der juristischen Ausbildung und seiner Anwaltsprüfung eröffnete er 1970 eine Kanzlei in Linz. 1972 trat er in die FPÖ ein, war von 1973 bis 1991 Mitglied des Linzer Gemeinderats und wurde 1973 Mitglied des Landesparteivorstandes und der Bundesparteileitung. 1991 wurde er Abgeordneter im Oberösterreichischen Landtag, wo er bis 1996 Klubobmann der FPÖ war.